# Список персонажей телесериала «Хор»

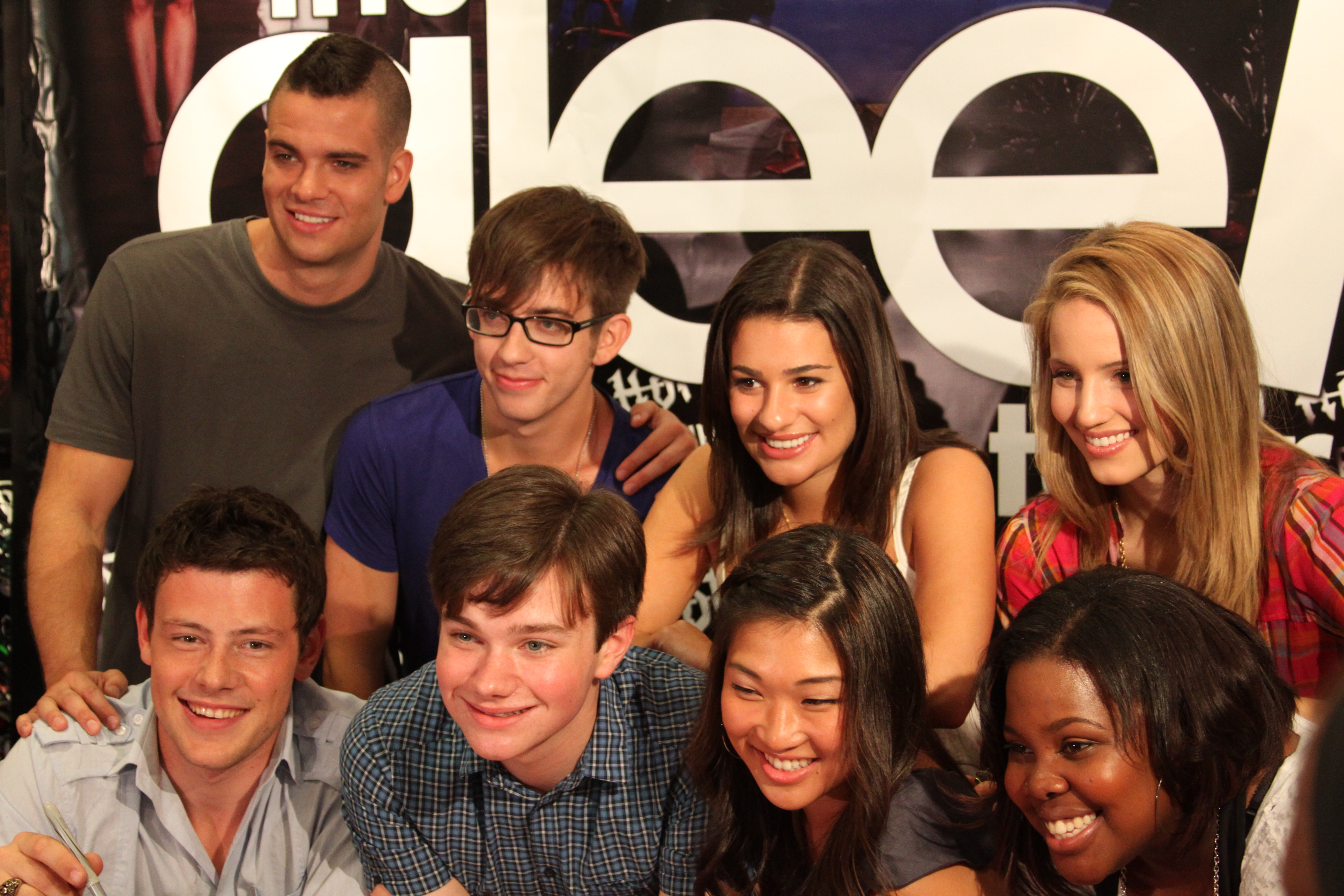
Актёры сериала. Слева направо: верхний ряд — Марк Саллинг, Кевин Макхейл, Лиа Мишель, Дианна Агрон; нижний ряд — Кори Монтейт, Крис Колфер, Дженна Ашковиц и Эмбер Райли

«Хор» (англ. Glee) — американский телевизионный сериал, выходивший на канале Fox с 19 мая 2009 по 20 марта 2015 года, и рассказывающий о хоре «Новые направления» (англ. New Directions) вымышленной школы имени Уильяма МакКинли в городе Лайма, штат Огайо.

## Члены хора «Новые направления»
- Куинн Фабре (Дианна Агрон, 1-6 сезон) — член «Новых направлений» в 1-3 сезонах. Первоначально также капитан группы поддержки и президент клуба воздержания. В первом сезоне встречается с Финном, но изменяет ему с Паком, от которого рожает ребёнка и передает его на усыновление Шелби Коркоран. Во втором сезоне встречается с Сэмом, но тот бросает Куинн, узнав, что она целовалась с Финном. С середины 5 сезона начинает встречаться с Паком.
- Рэйчел Берри (Лиа Мишель, 1-6 сезон) — член «Новых направлений» в 1-3 сезонах. Биологическая дочь Шелби Коркоран, воспитанная гей-парой. Амбициозная и целеустремленная девушка, мечтающая о большой сцене. В разное время встречается с Финном, Паком, Джесси и Броди. После окончания школы переезжает в Нью-Йорк. В 6 сезоне начинает встречаться с Сэмом. Но затем расстается с Сэмом и начинает встречаться с Джесси, а затем спустя определенное время выходит за него замуж и вынашивает ребенка для Блейна и Курта.
- Ноа «Пак» Пакерман (Марк Саллинг, 1-6 сезон) — член «Новых направлений» в 1-3 сезонах. Игрок школьной футбольной команды, лучший друг Финна. Отец ребёнка Куинн. Во втором сезоне встречается с Лорен Зайзис, в третьем влюблён в Шелби Коркоран, приёмную мать его дочери Бэт, в четвертом несколько серий встречается с Китти Уайлд. С середины 5 сезона начинает встречаться с Куинн.
- Финн Хадсон (Кори Монтейт, 1-5 сезон) — член «Новых направлений» в 1-3 сезонах. Капитан школьной футбольной команды. Встречается с Куинн, затем — с Рэйчел. В третьем сезоне делает предложение Рэйчел,но свадьба не состоялась. В четвертом влюбился в Эмму. Сводный брат Курта после свадьбы их родителей. Умер в начале 5 сезона(умер в 2013 году).
- Майк Чанг (Гарри Шам-младший, 1-6 сезон) — член «Новых направлений» в 1-3 сезонах. Член школьной футбольной команды. Во втором и третьем сезоне встречается с Тиной.
- Курт Хаммел (Крис Колфер, 1-6 сезон) — член «Новых направлений» в 1-3 сезонах. Открытый гей. В первом сезоне безответно влюблён в Финна, который после свадьбы их родителей становится его сводным братом. Во втором сезоне из-за агрессивных гомофобных нападок со стороны Карофски переходит из Мак-Кинли в Академию Далтон. Становится членом хора «Соловьи» и влюбляется в солиста Блейна. В конце второго сезона возвращается в МакКинли. После окончания школы переезжает в Нью-Йорк. Замужем за Блейном Андерсоном.
- Сантана Лопез (Ная Ривера, 1-6 сезон) — член «Новых направлений» в 1-3 сезонах. Черлидер. Лесбиянка. Первоначально пытается строить отношения с парнями, но позже понимает, что влюблена в свою подругу Бриттани. С конца 4 сезона живет в Нью-Йорке с Куртом и Рейчел. Жената на Бриттани С. Пирс.
- Мерседес Джонс (Эмбер Райли, 1-6 сезон) — член «Новых направлений» в 1-3 сезонах; в третьем из-за недовольства единоличным лидерством Рэйчел присоединяется ко второму хору МакКинли. В начале сериала влюблена в Курта, пока не узнаёт о его гомосексуальности. Некоторое время встречалась с Паком и Сэмом, в третьем сезоне — с Шейном, игроком школьной футбольной команды.
- Бриттани С. Пирс (Хизер Моррис, 1-6 сезон) — член «Новых направлений» в 1-4 сезонах, в третьем вслед за Сантаной на некоторое время присоединяется к «Ходячим неприятностям». Черлидер. Бисексуалка. Недалёкая, но обаятельная девушка. Во втором сезоне встречалась с Арти, в третьем — с Сантаной, в четвертом — с Сэмом. Уехала учиться в Массачусетский технологический институт. У неё есть кот Лорд Таббингтон. Жената на Сантане Лопез.
- Тина Коэн-Чанг (Дженна Ашковиц, 1-6 сезон) — член «Новых направлений» в 1-5 сезонах. Встречается с Арти в первом сезоне, и с Майком — во втором и третьем. В четвертом сезоне влюблена в Блейна. В шестом сезоне делает Майку предложение, но получает отказ, и начинает позже встречаться с Арти Абрамсом.
- Арти Абрамс (Кевин Макхейл, 1-6 сезон) — член «Новых направлений» в 1-5 сезонах. В детстве получил травму спинного мозга, попав в автокатастрофу, из-за чего передвигается в инвалидной коляске. Состоит в отношениях с Тиной в первом сезоне, и с Бриттани — во втором. В пятом встречается с Китти. В шестом снова начинает встречаться с Тиной Коэн-Чанг.
- Сэм Эванс (Корд Оверстрит, 2-6 сезон) — ученик школы МакКинли и член «Новых направлений» во 2-5 сезонах. Бывший член футбольной команды, в разное время встречается с Куинн, Сантаной, Бриттани и Мерседес. В 6 сезоне встречается с Рейчел.
- Блейн Андерсон (Даррен Крисс, 2-6 сезон) — во втором сезоне — студент Академии Далтон и член хора «Соловьи», в 3-5 сезонах — член «Новых направлений». Открытый гей, президент школы МакКинли (4 сезон),в середине четвертого сезона расстался с Куртом и влюбился в Сэма,но потом опять начали встречаться, замужем за Куртом Хаммелом.
- Уэйд «Юник» Адамс (Алекс Ньюэлл, 3-6 сезон) — в 3 сезоне появляется как солист «Вокального адреналина», выступающий в женском сценическом образе. Трансгендер. В 4 сезоне переходит в Мак-Кинли и присоединяется к «Новым направлениям». Испытывает симпатию к Райдеру.
- Марли Роуз (Мелисса Бенойст, 4-5 сезон) — ученица школы МакКинли, член «Новых направлений» в 4-5 сезонах. В начале 4 сезона страдает от булимии. Встречалась с Джейком.
- Джейк Пакерман (Джейкоб Артист, 4-6 сезон) — ученик школы МакКинли и член «Новых направлений» в 4-5 сезонах, сводный брат Ноа Пакермана. Встречался с Марли.
- Райдер Линн (Блейк Дженнер, 4-6 сезон) — ученик школы МакКинли, член футбольной команды и хора «Новые направлений» в 4-5 сезонах. Болен дислексией. Влюблен в Марли.
- Мэтт Разерфорд (Дижон Тэлтон, 1, 6 сезоны) — ученик школы МакКинли, игрок футбольной команды и член «Новые направления» в 1 сезоне. Позже переводится в другую школу.
- Лорен Зайзис (Эшли Финк, 1-6 сезон) — ученица школы МакКинли, во втором сезоне — член хора «Новые направления». Чемпионка штата по греко-римской борьбе. Была в отношениях с Паком.
- Рори Фланаган (Дамиан Макгинти, 3-4 сезон) — студент по обмену из Ирландии, живший в семье Бриттани. Член хора в 3 сезоне. Также появляется в эпизоде 4 сезона во сне Арти.
- Джо Харт (Сэмюель Ларсен, 3-6 сезон) — член «Новых направлений» в 3-4 сезонах. Носит дреды, играет на гитаре. Глубоко религиозен. До событий сериала находился на домашнем обучении. Помогает Куинн в реабилитации и симпатизирует ей.
- Шугар Мотта (Ванесса Ленгиз, 3-6 сезон)- член «Новых направлений» в 3-4 сезонах. Считает, что у неё синдром Аспергера, из-за которого она всегда говорит правду. В начале 3 сезона прослушивается в «Новые направления», но Уилл Шустер отказывается её брать из-за плохого пения. Тогда её богатый отец спонсирует открытие второго хорового клуба в МакКинли — «Ходячие неприятности» и приглашает на роль руководителя Шелби Коркоран. После провала на отборочных в 3 сезоне вместе с остальным составом нового клуба присоединяется к «Новым направлениям».
- Китти Уайлд (Бекка Тобин, 4-6 сезон) — ученица школы МакКинли, черлидер, член «Новых направлений» в 4-6 сезонах. Встречалась с Арти.
- Мэйсон МакКарти (Билли Льюис-младший, 6 сезон) — ученик школы МакКинли, член «Новых направлений» в 6 сезоне, брат Мэдисон. Встречается с Джейн.
- Мэдисон МакКарти (Лора Дрейфус, 6 сезон) — ученица школы МакКинли, член «Новых направлений» в 6 сезоне, сестра Мэйсона.
- Джейн Хэйворд (Саманта Уэр, 6 сезон) — ученица школы МакКинли, член «Новых направлений» в 6 сезоне. Афроамериканка. Встречается с Мэйсоном.
- Родерик Микс (Ноа Гатри, 6 сезон) — ученик школы МакКинли, член «Новых направлений» в 6 сезоне.
- Спенсер Портер (Маршалл Уильямс, 6 сезон) — ученик школы МакКинли, член «Новых направлений» в 6 сезоне. Открытый гей. Встречается с Алистером.
- Майрон Масковиц (Дж. Дж. Тота, 6 сезон) — ученик школы МакКинли, член «Новых направлений» в 6 сезоне. Сын богатого бизнесмена, благодаря отцу попал в Хор.
- Алистер  (Финнеас О'Коннелл, 6 сезон) — ученик школы МакКинли, член «Новых направлений» в 6 сезоне. Встречается со Спенсером.

## Другие ученики школы МакКинли
- Дэйв Карофски (Макс Адлер, 2-3, 5-6 сезон) — бывший ученик школы МакКинли и член футбольной команды. Один из школьных хулиганов. Скрытый гей, прячущий свою ориентацию за агрессивной гомофобией. В третьем сезоне переводится в другую школу из-за опасения, что его сексуальная ориентация может стать достоянием общественности.
- Азимио (Джеймс Эрл, 1-3 сезон) — ученик школы МакКинли. Член футбольной команды. Один из школьных хулиганов, друг Дэйва Карофски.
- Джейкоб Бен Израэль (Джош Сассмэн, 1-4 сезон) — ученик школы МакКинли. Редактор школьной газеты. Влюблён в Рэйчел.
- Бекки Джексон (Лорен Поттер, 1-6 сезон) — ученица школы МакКинли с синдромом Дауна. Член группы поддержки и помощница Сью, в третьем сезоне — капитан команды поддержки.
- Шейн Тинсли (Ламаркус Тинкер, 3 сезон) — крупный игрок школьной команды по футболу, бывший бойфренд Мерседес.
- Джаред (Люк Спинелли, 2 сезон) — бойфренд Бекки Джексон, страдает синдромом Дауна.
- Рик «Клюшка» (Рок Энтони, 3 сезон) — ученик школы МакКинли, капитан хоккейной команды, ненавидел хор и всех его участников.
- Стонер Бретт Буковски (Райан Хайнке, 2-5 сезон) — ученик школы МакКинли.

## Работники школы МакКинли
- Уилл Шустер (Мэттью Моррисон, 1-6 сезон) — преподаватель испанского языка и руководитель «Новых горизонтов». Влюблён в Эмму Пилсберри. В первом сезоне женат на Терри, в третьем — встречается и живёт вместе с Эммой,в третьем сезоне делает предложение и уже в четвертом сезоне они вступают в брак.
- Эмма Пиллсбери (Джейма Мейс, 1-6 сезон) — школьный психолог, страдающая неврозом навязчивых состояний и помешанная на чистоте. Влюблена в Уилла. В первом сезоне также встречается с тренером Кеном Танакой, во втором — выходит замуж за дантиста Карла Хауэлла и позже разводится с ним. В третьем сезоне встречается и живёт с Уиллом Шустером. В третьем Уилл делает ей предложение. В четвертом сезоне выходит за него замуж. В пятом сезоне забеременела от Уилла.
- Сью Сильвестр (Джейн Линч, 1-6 сезон) — тренер группы поддержки. Готова на всё ради победы. Обычно противостоит хору и лично Шустеру. Ведёт рубрику в местных теленовостях, в третьем сезоне — баллотируется в конгресс. Позже беременеет и рожает дочь Робин.
- Директор Фиггинс (Икбал Теба, 1-6 сезон) — директор школы Мак-Кинли.
- Кен Танака (Патрик Галлахер, 1 сезон) — тренер футбольной команды школы МакКинли в первом сезоне. Некоторое время встречается с Эммой. После разрыва с ней уходит из школы.
- Шеннон Бист (Дот-Мари Джонс, 2-6 сезон) — тренер футбольной команды школы МакКинли со второго сезона.
- Сэнди Райерсон (Стивен Тоболовски, 1-2 сезон) — бывший руководитель школьного хора, приторговывающий «медицинской марихуаной».
- Холли Холидей (Гвинет Пэлтроу, 2, 5 сезоны) — заменяющий учитель школы МакКинли, недолгое время — романтический интерес Уилла Шустера.
- Шелби Коркоран (Идина Мензель, 1-5 сезон) — бывший руководитель хора «Вокальный адреналин» в 1 сезоне, в третьем — второго хора школы Макинли — «Ходячие неприятности». Биологическая мать Рэйчел. Удочеряет новорожденного ребенка Куинн и Пака — Бэт.
- Давид Мартинес (Рики Мартин, 3 сезон) — временный преподаватель испанского в эпизоде «The Spanish Teacher».
- Генри Сент Пьер (Джон Ллойд Янг, 1 сезон) — учитель труда, член «Акафеллас».
- Бренда Касл (Молли Шеннон, 1 сезон) — учитель астрономии и тренер по бадминтону.
- Брэд (Брэд Эллис, 1-6 сезон) — аккомпаниатор «Новых горизонтов».
- Миссис Хэгберг (Мэри Гиллис, 2-3 сезон) — в разных эпизодах преподаватель домоводства, географии, математики и истории.
- Роз Вашингтон (НеНе Ликс, 3-6 сезон) — тренер команды по синхронному плаванию, бронзовая медалистка Олимпийских игр.

## Родственники
- Бёрт Хаммел (Майк О’Мэлли, 1-6 сезон) — отец Курта. Встречается с Кэрол Хадсон, на которой затем женится. Во втором сезоне переживает сердечный приступ, в третьем — баллотируется в конгресс. В четвертом сезоне у него обнаруживают рак простаты, но он выздоравливает.
- Кэрол Хадсон (Роми Роузмонт, 1-6 сезон) — мать Финна. Встречается с Бертом, и выходит за него замуж во втором сезоне.
- Терри Шустер (Джессалин Гилсиг, 1-2, 4, 6 сезон) — бывшая жена Уилла. В первом сезоне изображает беременность, чтобы удержать мужа, но когда обман раскрывается, они расстаются.
- Кендра Жиарди (Дженнифер Аспен, 1 сезон) — сестра Терри.
- Карл Хауэлл (Джон Стэймос, 2,4 сезон) — дантист. Бойфренд, позже — муж Эммы.
- Джин Сильвестр (Робин Троки, 1-2 сезон) — старшая сестра Сью, страдающая синдромом Дауна. Умирает в конце второго сезона.
- Дорис Сильвестр (Кэрол Барнетт, 2, 6 сезон) — мать Сью, охотница за нацистами.
- Мистер и Миссис Шустер (Виктор Гарбер и Дебра Монк, 1 сезон) — родители Уилла.
- Джуди и Рассел Фабре (Шарлотта Росс, 1-2 сезон и Грег Генри, 1 сезон) — родители Куинн Фабре, развелись в конце первого сезона.
- Пол Карофски (Дэниел Робук, 2-3 сезон) — отец Дэйва.
- Джулия Чанг и Майк Чанг-старший (Тэмлин Томита и Кеон Сим, 3 сезон) — родители Майка.
- Расти и Роуз Пиллсбери (Дон Мост и Валери Махаффей, 3 сезон) — родители Эммы.
- Дуайт и Мэри Эванс (Джон Шнайдер и Таня Кларк, 3 сезон) — родители Сэма.
- Стейси и Стиви Эванс — брат и сестра Сэма.
- Хирам и Лерой Берри (Джефф Голдблюм и Брайан Стоукс Митчелл, 3 сезон) — родители Рейчел.
- Купер Андерсон (Мэтт Бомер, 3 сезон) — старший брат Блейна, актёр.
- Милли Роуз (Триша Рэй Стал, 4-5 сезон) — мать Марли, работница школьной столовой.
- Миссис и Мистер Пакерман (Джина Хечт, 1, 3, 4 сезон и Томас Калабро, 3 сезон) — родители Ноа.
- Таниша Пакерман (Аиша Тайлер, 4 сезон) — мать Джейка.

## Представители других хоров
- Саншайн Коразон (Чарис, 2 сезон) — студентка по обмену с Филиппин. Первоначально прослушивается для участия в «Новых горизонтах», но затем отдаёт предпочтение «Вокальному Адреналину».
- Дастин Гулсби (Шайенн Джексон, 2 сезон) — руководитель хора «Вокальный адреналин» во 2 сезоне.
- Грейс Хитченс (Ив, 1 сезон) — руководитель хора Академии Джейн Адамс для малолетних преступниц.
- Джесси Сент-Джеймс (Джонатан Грофф, 1-3, 6 сезон) — солист, а позже руководитель хора «Вокальный адреналин». В финальном эпизоде берет в жены Рэйчел.
- Дакота Стэнли (Уит Хертфорд, 1 сезон) — хореограф «Вокального адреналина», некоторое время работавший с «Новыми горизонтами»
- Далтон Румба (Майкл Хичкок, 1, 4-5 сезон) — руководитель хора для глухих школы Хевенбрук.
- Себастиан Смайт (Грант Гастин, 3-5 сезон) — студент академии Далтон, лидирующий солист хора «Соловьи», заменивший Блейна после его ухода. Открытый гей, оказывает Блейну знаки внимания.
- Ник Дюваль (Курт Мега, 2-5 сезон) — студент академии Далтон, второй лидирующий солист хора «Соловьи».
- Тед Харвуд (Эдди Мартин, 2-4 сезон) — студент академии Далтон, третий лидирующий солист хора «Соловьи».
- Дэвид Томпсон (Тайтус Макин, 2-4 сезон) — студент академии Далтон, член хора «Соловьи».
- Джефф Стерлинг (Райкер Линч, 2-4 сезон) — студент академии Далтон, член хора «Соловьи».
- Уэс Монтгомери (Телли Люнг, 2-3 сезон) — бывший студент академии Далтон, во втором сезоне — член хора «Соловьи».
- Трент (Доминик Барнс, 2-5 сезон) — студент академии Далтон, член хора «Соловьи».
- Хантер Кларингтон (Нолан Джерард Фанк, 4 сезон) — студент академии Далтон, лидер хора «Соловьи» в 4 сезоне.
- Жан Батист (Скайлар Эстин, 5 сезон) — член хора Горлодёры.

## Другие персонажи
- Род Ремингтон (Билл А. Джонс, 1-5 сезон) — ведущий местных теленовостей.
- Андреа Кармайкл (Арлин Дэвис, 1-5 сезон) — соведущая Рода.
- Эйприл Роудс (Кристин Ченовет, 1-2, 5 сезон) — школьная любовь Уилла, бывшая солистка хора.
- Брайан Райан (Нил Патрик Харрис, 1 сезон) — давний соперник Уилла. Член школьного совета.
- Ховард Бамбу (Кент Авенидо, 1-2 сезон) — коллега Терри.
- Тэмми Джин Албертсон (Кэти Гриффин, 2 сезон) — местный консервативный политик, судья на региональных соревнованиях.
- Сестра Мэри Констанс (Лоретта Дивайн, 2 сезон) — бывшая танцовщица, судья на региональных соревнованиях.
- Хармони (Линсдей Пирс, 3 сезон) — абитуриентка Нью-Йоркской Академии Драматических Искусств, потенциальная конкурентка Рэйчел и Курта.
- Кутер Менкинс (Эрик Браскоттер, 3 сезон) — отборщик из футбольной лиги и временный бойфренд тренера Шэнон Бист.
- Кармен Тибидо (Вупи Голдберг, 3-5 сезон) — певица, представитель Нью-Йоркской Академии драматических искусств.
- Мартин Фонг (Рекс Ли, 3 сезон) — судья Национальных соревнований, член муниципального совета Чикаго от Демократической партии.
- Кассандра Джулай (Кейт Хадсон, 4 сезон) — преподаватель Нью-Йоркской Академии драматических искусств.
- Броди Уэстон (Дин Гейер, 4 сезон) — студент Нью-Йоркской Академии драматических искусств, друг Рэйчел.
- Изабель Райт (Сара Джессика Паркер, 4 сезон) — наставник Курта в «Vogue».
- Дэни (Деми Ловато, 5 сезон) — девушка Сантаны в 5 сезоне.

## Камео
- Джош Гробан («Acafellas», «Journey to Regionals»)
- Оливия Ньютон-Джон («Bad Reputation», «Journey to Regionals»)
- Бритни Спирс («Britney/Brittany»)
- Кэти Курик («The Sue Sylvester Shuffle»)
- Пэтти Люпон («New York»)
- Линдси Лохан («Nationals»)
- Перес Хилтон («Nationals»)

## Таблица
| Table of cast members | Table of cast members      | Table of cast members | Table of cast members | Table of cast members | Table of cast members | Table of cast members |           |
| Actor                 | Character                  | Seasons               | Seasons               | Seasons               | Seasons               | Seasons               |           |
| Actor                 | Character                  | 1                     | 2                     | 3                     | 4                     | 5                     |           |
| --------------------- | -------------------------- | --------------------- | --------------------- | --------------------- | --------------------- | --------------------- | --------- |
| Дианна Агрон          | Куинн Фабре                | Main                  | Main                  | Main                  | Main                  | Main                  |           |
| Джейн Линч            | Сью Сильвестр              | Main                  | Main                  | Main                  | Main                  | Main                  |           |
| Кевин МакХейл         | Арти Абрамс                | Main                  | Main                  | Main                  | Main                  | Main                  |           |
| Лиа Мишель            | Рейчел Берри               | Main                  | Main                  | Main                  | Main                  | Main                  |           |
| Мэттью Моррисон       | Уилл Шустер                | Main                  | Main                  | Main                  | Main                  | Main                  |           |
| Крис Колфер           | Курт Хаммел                | Main                  | Main                  | Main                  | Main                  | Main                  |           |
| Эмбер Райли           | Мерседес Джонс             | Main                  | Main                  | Main                  | Main                  | Recurring             | Recurring |
| Марк Саллинг          | Ноа «Пак» Пакерман         | Main                  | Main                  | Main                  | Main                  | Recurring             | Recurring |
| Кори Монтейт          | Финн Хадсон                | Main                  | Main                  | Main                  | Main                  |                       |           |
| Дженна Ашковиц        | Тина Коэн-Чанг             | Main                  | Main                  | Main                  | Recurring             | Recurring             |           |
| Джейма Мейс           | Эмма Пилсберри             | Main                  | Main                  | Main                  | Recurring             | Recurring             |           |
| Джессалин Гилсинг     | Терри Шустер               | Main                  | Main                  |                       | Guest Star            |                       |           |
| Ная Ривера            | Сантана Лопез              | Recurring             | Main                  | Main                  | Main                  | Main                  |           |
| Хизер Моррис          | Британи С. Пирс            | Recurring             | Main                  | Main                  | Main                  | Recurring             | Recurring |
| Майк О’Мэлли          | Барт Хаммел                | Recurring             | Main                  | Recurring             | Recurring             | Recurring             |           |
| Гарри Шам-младший     | Майк Чанг                  | Recurring             | Recurring             | Main                  | Main                  | Recurring             | Recurring |
| Брэд Эллис            | Брэд Эллис                 | Recurring             | Recurring             | Recurring             | Recurring             | Recurring             |           |
| Лорен Поттер          | Бекки Джексон              | Recurring             | Recurring             | Recurring             | Recurring             | Recurring             |           |
| Роми Роузмонт         | Кэрол Хадсон-Хаммел        | Recurring             | Recurring             | Recurring             | Recurring             | Recurring             |           |
| Икбал Теба            | Директор Фиггинс           | Recurring             | Recurring             | Recurring             | Recurring             | Recurring             |           |
| Джош Суссман          | Джейкоб Бен Израэль        | Recurring             | Recurring             | Recurring             | Recurring             |                       |           |
| Эшли Финк             | Лорен Зайзис               | Recurring             | Recurring             | Recurring             | Guest Star            |                       |           |
| Макс Адлер            | Дэйв Карофски              | Recurring             | Recurring             | Recurring             |                       |                       |           |
| Джеймс Эрл            | Азимио                     | Recurring             | Recurring             | Recurring             |                       |                       |           |
| Джонатан Грофф        | Джесси Сент-Джеймс         | Recurring             | Recurring             | Recurring             |                       |                       |           |
| Стивен Тоболовски     | Сэнди Райерсон             | Recurring             | Recurring             |                       |                       |                       |           |
| Робин Троки           | Джин Сильвестр             | Recurring             | Recurring             |                       |                       |                       |           |
| Кристин Ченовет       | Эйприл Роудс               | Recurring             | Guest Star            |                       |                       | Recurring             |           |
| Патрик Галлагер       | Кен Танака                 | Recurring             |                       |                       |                       |                       |           |
| Идина Мензель         | Шелби Коркоран             | Recurring             |                       | Recurring             | Guest Star            |                       |           |
| Молли Шеннон          | Бренда Касл                | Recurring             |                       |                       |                       |                       |           |
| Дижон Тэлтон          | Мэтт Разерфорд             | Recurring             |                       |                       |                       |                       |           |
| Даррен Крисс          | Блейн Андерсон             |                       | Recurring             | Main                  | Main                  | Main                  |           |
| Корд Оверстрит        | Сэм Эванс                  |                       | Recurring             | Recurring             | Main                  | Main                  |           |
| Райан Хейнк           | Стонер Бретт               |                       | Recurring             | Recurring             | Recurring             | Recurring             |           |
| Дот-Мари Джонс        | Шеннон Бист                |                       | Recurring             | Recurring             | Recurring             | Recurring             |           |
| Гвинет Пэлтроу        | Холли Холидей              |                       | Recurring             |                       |                       | Recurring             |           |
| Алекс Невелл          | Уэйд «Юник» Адамс          |                       |                       | Recurring             | Recurring             | Main                  |           |
| Грант Гастин          | Себастьян Смайт            |                       |                       | Recurring             | Recurring             | Recurring             |           |
| НеНе Ликс             | Роз Вашингтон              |                       |                       | Recurring             | Recurring             | Recurring             |           |
| Вупи Голдберг         | Кармен Тибидо              |                       |                       | Recurring             | Recurring             |                       |           |
| Сэмюель Ларсен        | Джо Харт                   |                       |                       | Recurring             | Recurring             |                       |           |
| Ванесса Ленгиз        | Шугар Мотта                |                       |                       | Recurring             | Recurring             |                       |           |
| Дэмиен МакГакти       | Рори Фланаган              |                       |                       | Recurring             | Guest Star            |                       |           |
| Рики Мартин           | Давид Мартинес             |                       |                       | Guest Star            |                       |                       |           |
| Джейкоб Артист        | Джейк Пакерман             |                       |                       |                       | Recurring             | Main                  |           |
| Мелисса Бенойст       | Марли Роуз                 |                       |                       |                       | Recurring             | Main                  |           |
| Блейк Дженнер         | Райдер Линн                |                       |                       |                       | Recurring             | Main                  |           |
| Бесса Тобин           | Китти Уайлд                |                       |                       |                       | Recurring             | Main                  |           |
| Памела Чан            | Дотти Казатори             |                       |                       |                       | Recurring             | Recurring             |           |
| Триша Рэй Стал        | Милли Роуз                 |                       |                       |                       | Recurring             | Recurring             |           |
| Дин Гейер             | Броди Уэстон               |                       |                       |                       | Recurring             |                       |           |
| Кейт Хадсон           | Кассандра Джулай           |                       |                       |                       | Recurring             |                       |           |
| Дэниэл Кертис Ли      | Фил Липофф                 |                       |                       |                       | Recurring             |                       |           |
| Джесси Люкен          | Бобби Сьюретт              |                       |                       |                       | Recurring             |                       |           |
| Сара Джессика Паркер  | Изабелль Райт              |                       |                       |                       | Recurring             |                       |           |
| Адам Ламберт          | Эллиот «Старчайлд» Гилберт |                       |                       |                       |                       | Recurring             |           |
| Деми Ловато           | Дани                       |                       |                       |                       |                       | Recurring             |           |
| Фиби Строл            | Пенни Оуэн                 |                       |                       |                       |                       | Recurring             |           |
| Эрин Уэстбрук         | Бри                        |                       |                       |                       |                       | Recurring             |           |